# Бычья скала
Бычья скала (чеш. Býči skála) — вторая по величине пещера в Чехии (после пещеры Любительская). Расположена в Моравском карсте, недалеко от города Адамов. Протяженность пещеры — 12-14 км. Знаменита тем, что в ней было найдено богатейшее погребение железного века, отнесённое к гальштатской культуре.
О существовании пещеры местным жителям было известно давно, у входа в пещеру часто находили обломки керамики и костей. В 1867—1869 годах пещера была исследована чешским археологом Индржихом Ванкелем, в результате чего были открыты остатки человеческого поселения периода палеолита. В ходе последующих исследований в 1872 году Ванкель обнаружил захоронение вождя, относящееся к середине I тыс. до н. э. Погребение вождя было окружено 40 скелетами мужчин, женщин и детей, расчленённых в ходе жертвоприношений. В захоронении также были обнаружены остатки боевой колесницы, железное оружие, золотые и медные украшения, чаша из человеческого черепа и множество других артефактов. Кроме того, в пещере был найден глиняный сосуд с обугленным зерном, а в нём — медная статуя быка. Находка примечательна тем, что местность, где расположена пещера, до сих пор называется Бычья скала.
В 1945 году немцы построили в пещере подземную фабрику, для чего был пробит новый вход. Производственная деятельность фабрики затруднила последующие археологические исследования.
Пещера имеет несколько частей, разделённых сифонами. В первый сифон в 1911 году погружался немецкий спелеолог Г. Ноуах, однако неподходящее оборудование не дало ему преодолеть преграду. В 1920 году сифон выкачали с помощью насосов и открыли новую часть пещеры протяжённостью 450 метров. Следующий сифон не удавалось пройти в течение 70 лет, и только пробитая штольня длиной 34 метра позволила исследовать следующую часть пещеры протяжённостью 400 метров. В 1982—1985 годах спелеологи с помощью водолазов постепенно открыли систему пещер, вымытых ручьём Йедовнице между Бычьей скалой и пещерой Рудицке-Пропадани (Rudicke propadani).